# Pileo da Prata
Pileo da Prata (Prata di Pordenone, 1330 o 1331–Roma, diciembre de 1401) fue un cardenal y arzobispo católico italiano, conocido como el cardenal de Rávena. 

## Biografía
Probablemente primogénito de Biaquino da Prata y de Isilgarda (o Enselgarda) da Carrara, nació en 1330 o 1331, posiblemente en la casa familiar, el castillo de Prata di Pordenone.
Por parte de padre descendía de una de las familias más prestigiosas del Patriarcado de Aquilea, con intereses también en el Véneto (de hecho era ciudadano de Padua y Venecia). Por otro lado, su madre era hija de Nicolò da Carrara, miembro de la conocida familia que ostentaba el señorío de Padua. Tenía un hermano y una hermana: Tolberto, también implicado en la vida política de la región, y Elena, casada con el noble Guecellone IX da Camino.
Se le menciona por primera vez en mayo de 1350, cuando era canónigo de la catedral de Padua. En esa fecha participó, junto con Francesco Petrarca (también canónigo) en el consejo interprovincial celebrado por el cardenal Guy de Boulogne. Al mismo tiempo, fue testigo de algunos actos del obispo de Padua Ildebrandino Conti. Al año siguiente habría sido estudiante en la universidad, pero a partir de entonces se dedicó exclusivamente a la carrera eclesiástica, favorecido por sus propias capacidades y sus conexiones familiares.
Inicialmente arcipreste de la catedral de Padua, en junio de 1358 fue elegido obispo de Treviso por el papa Inocencio VI, con dispensa debido a su corta edad. El pontífice le prefirió al candidato elegido por el cabildo, Pietro da Baone, ya que éste se encontraba exiliado en Venecia.
Aunque redactó numerosas actas de investidura como obispo de Treviso, nunca tomó posesión de la diócesis. Ya en agosto de 1358, su primo Francesco il Vecchio da Carrara intentó en vano que fuera elegido patriarca de Aquileia; al año siguiente, consiguió que fuera trasladado a la diócesis de Padua.
En 1363 obtuvo del papa Urbano V que se introdujera en Padua la cátedra de Teología.
En 1370 fue elegido arzobispo de Rávena y Gregorio XI, papa de Aviñón, lo envió, como legado suyo, a reunir al rey Carlos V de Francia con Eduardo III de Inglaterra, que luchaban en la Guerra de los Cien Años.
A la muerte de Gregorio, subió al trono papal Urbano VI, con la oposición del antipapa Clemente VII. Pileo fue nombrado cardenal y enviado al Sacro Imperio Romano Germánico, donde consiguió que este último, Francia e Inglaterra formaran una alianza.
Durante su estancia en Alemania, Pileo recaudó fondos para las luchas de Urbano VI en Nápoles. Cuando fue allí, vio actos de masacre y barbarie por parte de las tropas papales que le convencieron para ponerse del lado del antipapa Clemente.
Sin embargo, tras la muerte de Urbano VI, Pileo regresó a Roma, se reconcilió con el papa Bonifacio IX y vistió los hábitos cardenalicios.
Murió en Roma en diciembre de 1401. Según su testamento, fue enterrado en Padua, en la Catedral, en la Capilla del Santísimo, donde aún hoy se encuentra su tumba.
En su testamento dejó sus propiedades como dotación para un colegio en Padua en favor de los estudiantes desfavorecidos. Así nació, junto a la basílica de San Antonio de Padua, el Colegio Pratense.